# 科哈内
46°31′46″N 32°36′42″E / 46.52944°N 32.61167°E

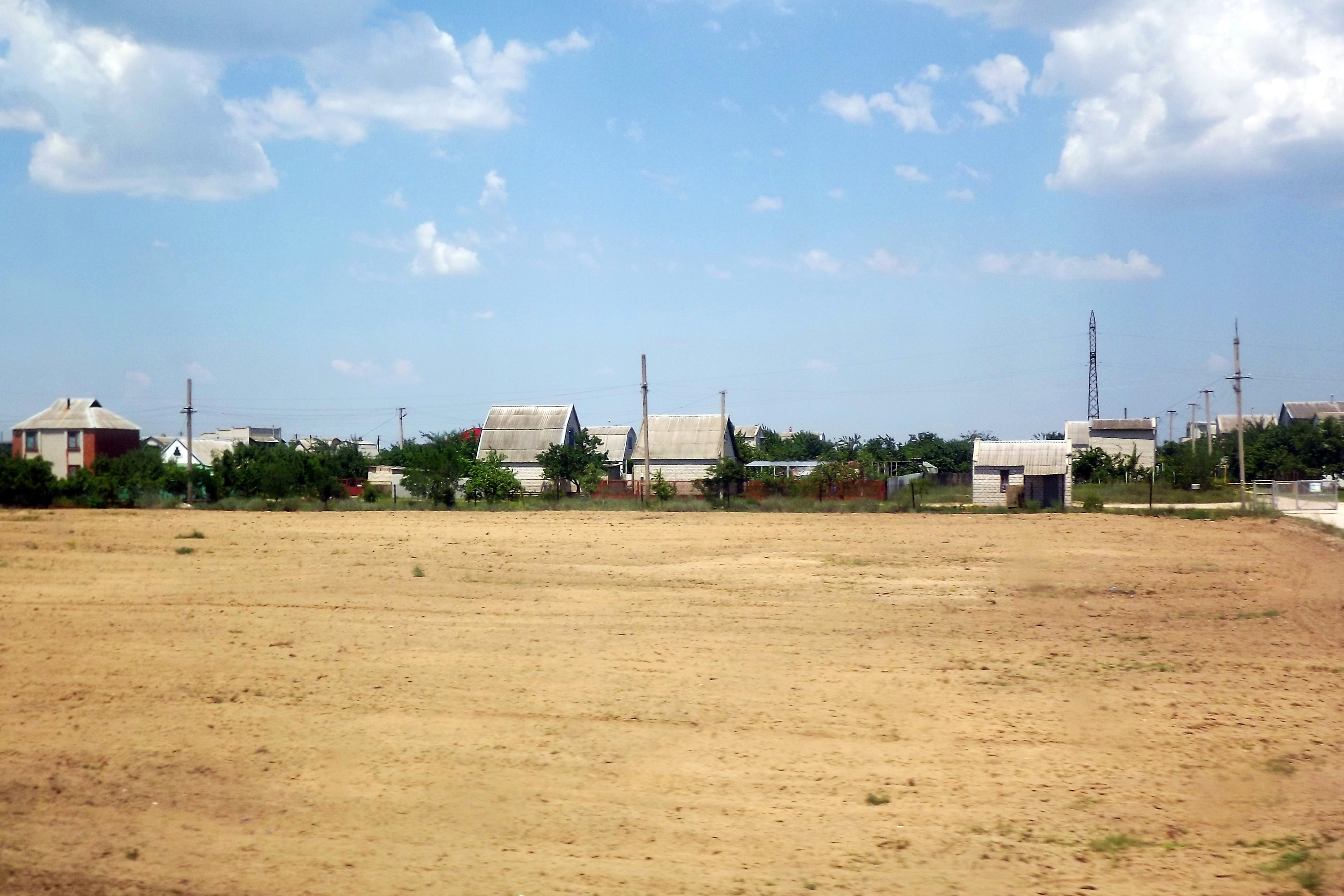
农场

科哈内（烏克蘭語：Кохани）是位於烏克蘭南部的村莊，由赫爾松州斯卡多夫斯克區的霍拉普里斯坦市鎮負責管轄。該村面積0.56平方公里，海拔高度1米，2001年人口348，人口密度每平方公里621.4人。